# Maurice Pichard
 (août 2018).
Maurice Pichard, né le 13 juillet 1912 à Poitiers, est un officier du 45e bataillon de chars de combat de la gendarmerie, mort au combat durant la Bataille de France, le 13 juin 1940 à Heiltz-l'Évêque.

## Biographie
Maurice Pichard naît à Poitiers le 13 juillet 1912. Âgé alors de 3 ans, il devient orphelin et est élevé par son oncle, le lieutenant-colonel Toulat, qui aura sur lui une influence prépondérante pour le choix du métier des armes.
Après un bac en philosophie et un diplôme en sciences politiques, Maurice Pichard est appelé, en 1935, à effectuer son service militaire comme élève-officier au 501e régiment de chars de combat (501e RCC). En 1936, il intègre l'école des officiers de la Gendarmerie de Versailles. L'année suivante, il est affecté, au grade de sous-lieutenant, au peloton 286 de Garde Républicaine Mobile (GRM) de Revigny-sur-Ornain.
En novembre 1939, le 45e bataillon de chars de combat de la gendarmerie (45e BCCG) est créé. Le jeune officier intègre cette nouvelle unité.
Le 15 mai 1940, sa compagnie reçoit sa première mission offensive : attaquer et livrer à l’infanterie les lisières sud-ouest du village de Stonne occupées par les allemands. Au cours de l’action, le Hotchkiss H39 du lieutenant Pichard est touché à trois reprises. Un obus frappe de plein fouet l’épiscope de gauche, un second obus perfore le blindage et passe entre le lieutenant Pichard et son mécanicien, tandis qu'un troisième obus s’immobilise dans le réservoir de carburant sans exploser. Le blindé parvient quand même à regagner les lignes françaises. Au soir, l’infanterie française occupe la position.
Le 13 juin 1940, sur les hauteurs de Heiltz-l'Évêque, un obus arrache la tourelle du H39 du lieutenant Pichard, tuant ce dernier.
Il est fait, à titre posthume, chevalier de la Légion d'honneur et est décoré de la croix de guerre 1939-1945.

## Décorations
- Chevalier de la Légion d'honneur
- Croix de guerre 1939-1945

## Postérité
Maurice Pichard a laissé son nom à :
- la caserne de gendarmerie de Drancy (93).
- la caserne de gendarmerie de Vitry-le-François (51)
- la promotion n°39 (1941-1942) de l'école des officiers de la Gendarmerie nationale.
- une rue à Heiltz-l'Évêque (51).